# 海上花列伝
『海上花列伝』（かいじょうかれつでん、呉語: 海上花列傳、法呉: Hêdzânho-liqdzoe、注音符号: ㄏㄞˇㄕㄤˋㄏㄨㄚㄌㄧㄝˋㄓㄨㄢˋ;英語: Hai-shang hua lieh-chuan, "Sing-Song Girls of Shanghai" ,"Biographies of Flowers by the Seashore"）は江蘇省松江府（現・上海市）の小説家・韓邦慶（1856年〜1894年）によって著された清末の長編白話小説である。1892年に個人雑誌「海上奇書」に前半の30回（30章）が連載され、1894年に全64回が単行本化された（単行本化の直後に、韓邦慶は39歳で病死）。呉語（蘇州語）の小説としては最も有名であり、清末の上海に10里（約5km）四方に広がっていた花街での生活を中心として、花街に出入りする名士や俳優の遊興のさま等、当時の世相や社会風俗を描いた作品として知られる。 
全章を通じて、会話は19世紀の呉語小説でよく使われた呉語白話文で書かれ、蘇州地方の方言が活用されている。『海上花列伝』は呉語文学の最高作品と言われる事も多い。
20世紀中国の小説家・張愛玲は、英文への翻訳作業を行い、英語版を完成させた。
1998年には日本・台湾合作で、トニー・レオン主演、羽田美智子をヒロインとして映画化された。邦題は『フラワーズ・オブ・シャンハイ』。

## 日本語訳
- 太田辰夫訳『海上花列伝』〈中国古典文学大系49〉平凡社、1969、復刊1994